# Hoa hậu Hoàn vũ Việt Nam 2022
Hoa hậu Hoàn vũ Việt Nam 2022 là cuộc thi tìm kiếm Hoa hậu Hoàn vũ Việt Nam lần thứ 5, được tổ chức vào tối ngày 25 tháng 6 năm 2022 tại Trung tâm Hội chợ và Triển lãm Sài Gòn (SECC), Quận 7, Thành phố Hồ Chí Minh. Đây là lần đầu tiên cuộc thi được tổ chức ngoài Nha Trang, Khánh Hòa. Cuộc thi năm này có chủ đề là "Vinawoman - Bản lĩnh Việt Nam". Hoa hậu Hoàn vũ Việt Nam 2019 - Nguyễn Trần Khánh Vân đến từ Thành phố Hồ Chí Minh đã trao lại vương miện cho người kế nhiệm là cô Nguyễn Thị Ngọc Châu đến từ Tây Ninh.
Đêm chung kết có sự tham dự của 3 khách mời, giám khảo đặc biệt là Hoa hậu Hoàn vũ 2005 Natalie Glebova đến từ Canada, Hoa hậu Hoàn vũ 2018 Catriona Gray đến từ Philippines và Hoa hậu Hoàn vũ 2021 Harnaaz Sandhu đến từ Ấn Độ. Đây là năm cuối cùng cuộc thi Hoa hậu Hoàn vũ Việt Nam tìm đại diện Việt Nam tham gia cuộc thi Hoa hậu Hoàn vũ.

## Thay đổi format
Năm 2022, Hoa hậu Hoàn vũ Việt Nam đã thông báo thay đổi một số bộ phận trong format, bao gồm:
- Số thí sinh tham gia vòng chung kết chỉ còn 41 thí sinh thay vì 45 như các năm trước.
- Độ tuổi của thí sinh dự thi được nâng từ 26 lên 28 tuổi.
- Năm nay sẽ lấy Top 16 thay vì Top 15 (thêm 1 thí sinh chiến thắng giải bình chọn từ khán giả)
- Sẽ có phần thi trang phục dân tộc tại cuộc thi để tìm ra trang phục dân tộc xuất sắc nhất đồng hành cùng đại diện Việt Nam năm 2022 và 2023 trên đấu trường Hoa hậu Hoàn vũ.
- Mỗi giám khảo có một "tấm vé vàng" và được quyền tặng cho một thí sinh bất kỳ trong vòng sơ khảo và thí sinh nào được nhận tấm "tấm vé vàng" đó sẽ được vào thẳng Top 71 của cuộc thi.
- Sau mỗi tập phát sóng của chương trình Tôi là Hoa hậu Hoàn vũ Việt Nam 2022 sẽ loại 5 thí sinh (trừ tập 2 chỉ loại 3 thí sinh). Ở tập 6, các giám khảo đã trao 7 "tấm vé bạc" cho 7 trong số 18 thí sinh đầu tiên đã bị loại.
- Điều đặc biệt nhất chưa có tiền lệ trước nay đó là thí sinh Đỗ Nhật Hà được tặng một "tấm vé vàng" danh dự và vào thẳng Top 71. Cô cũng là người chuyển giới đầu tiên trở thành thí sinh chính thức của cuộc thi.[3]

## Kết quả

### Thứ hạng
| Kết quả                                                    | Thí sinh                                                                                    | Vị trí Quốc tế |
| ---------------------------------------------------------- | ------------------------------------------------------------------------------------------- | --- |
| Hoa hậu Hoàn vũ Việt Nam 2022 (Miss Universe Vietnam 2022) | - Tây Ninh – Nguyễn Thị Ngọc Châu                                                           | - Top 10 - Hoa hậu Siêu quốc gia 2019 - Tham dự – Hoa hậu Hoàn vũ 2022                                                       |
| Á hậu 1                                                    | - Thành phố Hồ Chí Minh – Lê Thảo Nhi                                                       | |
| Á hậu 2                                                    | - Đồng Tháp – Huỳnh Phạm Thủy Tiên                                                          | |
| Top 5                                                      | - Khánh Hòa – Lê Hoàng Phương                                                               | - Á hậu 4 – Hoa hậu Hòa bình Quốc tế 2023                                                                                    |
| Top 5                                                      | - Gia Lai – Nguyễn Thị Hương Ly                                                             | |
| Top 10                                                     | - Hà Nội – Bùi Quỳnh Hoa                                                                    | - Chiến thắng – Hoa hậu Áo dài Việt Nam Thế giới 2017 - Chiến thắng – Siêu mẫu Quốc tế 2022 - Tham dự – Hoa hậu Hoàn vũ 2023 |
| Top 10                                                     | - Hà Nội – Đặng Thu Huyền                                                                   | |
| Top 10                                                     | - Thành phố Hồ Chí Minh – Nguyễn Thị Thanh Khoa                                             | - Chiến thắng – Hoa hậu Sinh viên Thế giới 2019                                                                              |
| Top 10                                                     | - Thành phố Hồ Chí Minh – Ngô Bảo Ngọc - Điện Biên – Vũ Thúy Quỳnh                          | |
| Top 16                                                     | - An Giang – Bùi Lý Thiên Hương - Tiền Giang – Nguyễn Thị Lệ Nam - Hà Nội – Hoàng Thị Nhung | |
| Top 16                                                     | - Thái Bình – Trần Tuyết Như                                                                | - Á hậu 1 – Miss China-Asean Etiquette 2017                                                                                  |
| Top 16                                                     | - Quảng Ninh – Nguyễn Thị Oanh - Hải Phòng – Phạm Hoàng Thu Uyên                            | |

### Thứ tự gọi tên
| 1. Bùi Quỳnh Hoa 2. Nguyễn Thị Thanh Khoa 3. Nguyễn Thị Ngọc Châu 4. Nguyễn Thị Hương Ly 5. Huỳnh Phạm Thủy Tiên 6. Bùi Lý Thiên Hương 7. Vũ Thúy Quỳnh 8. Lê Thảo Nhi 9. Trần Tuyết Như 10. Ngô Bảo Ngọc 11. Lê Hoàng Phương 12. Hoàng Thị Nhung 13. Đặng Thu Huyền 14. Nguyễn Thị Lệ Nam 15. Nguyễn Thị Oanh 16. Phạm Hoàng Thu Uyên | 1. Huỳnh Phạm Thủy Tiên 2. Nguyễn Thị Hương Ly 3. Nguyễn Thị Ngọc Châu 4. Nguyễn Thị Thanh Khoa 5. Lê Thảo Nhi 6. Đặng Thu Huyền 7. Lê Hoàng Phương 8. Vũ Thúy Quỳnh 9. Ngô Bảo Ngọc 10. Bùi Quỳnh Hoa | 1. Nguyễn Thị Hương Ly 2. Lê Thảo Nhi 3. Lê Hoàng Phương 4. Huỳnh Phạm Thủy Tiên 5. Nguyễn Thị Ngọc Châu | 1. Lê Thảo Nhi 2. Nguyễn Thị Ngọc Châu 3. Huỳnh Phạm Thủy Tiên |

## Các giải thưởng phụ
| Giải phụ                      | Thí sinh                       |
| Người đẹp Biển                | - 113 – Ngô Bảo Ngọc           |
| Người đẹp Áo dài              | - 326 – Đặng Hoàng Tâm Như     |
| Người đẹp Thể thao            | - 345 – Nguyễn Thị Oanh        |
| Người đẹp Tài năng            | - 119 – Bùi Thị Thanh Thủy     |
| Người đẹp Ảnh                 | - 606 – Vũ Thúy Quỳnh          |
| Người đẹp Bản lĩnh            | - 686 – Nguyễn Thị Phương Thảo |
| Người đẹp Thời trang          | - 343 – Nguyễn Thị Hương Ly    |
| Người đẹp Truyền thông        | - 248 – Bùi Thị Linh Chi       |
| Người đẹp Thân thiện          | - 320 – Hoàng Như Mỹ           |
| Người đẹp được yêu thích nhất | - 601 – Phạm Hoàng Thu Uyên    |

### Giải thưởng phụ chính thức
| Kết quả     | Thí sinh                                                                                    |
| Chiến thắng | - 113 – Ngô Bảo Ngọc                                                                        |
| Top 5       | - 202 – Đặng Thu Huyền - 316 – Lê Hoàng Phương - 328 – Trần Tuyết Như - 606 – Vũ Thúy Quỳnh |

| Kết quả     | Thí sinh |
| Chiến thắng | - 119 – Bùi Thị Thanh Thủy |
| Top 10      | - 141 – Nguyễn Thị Thu Hiền - 148 – Nguyễn Thị Hồng Ngọc - 224 – Bùi Quỳnh Hoa - 239 – Nguyễn Võ Ngọc Anh - 314 – Nguyễn Thị Ngọc Châu - 334 – Trần Đình Thạch Thảo - 345 – Nguyễn Thị Oanh - 686 – Nguyễn Thị Phương Thảo - 770 – Phan Ngọc Ngân |

#### Người đẹp được yêu thích nhất[4]
Đây là giải thưởng thí sinh có lượt bình chọn cao nhất trên hệ thống bình chọn trực tuyến BVote (Nhà tài trợ). Thí sinh giành giải thưởng này sẽ lọt thẳng Top 16 chung cuộc
| Kết quả     | Thí sinh                    | Điểm bình chọn |
| Chiến thắng | - 601 – Phạm Hoàng Thu Uyên | 7,492,180      |
| Top 3       | - 239 – Nguyễn Võ Ngọc Anh  | 6,375,910      |
| Top 3       | - 325 – Đỗ Nhật Hà          | 988,280        |

#### Người đẹp Bản lĩnh
| Kết quả     | Thí sinh                                                                                              | Thí sinh                                                                                              |
| Chiến thắng | Đại sứ Di sản văn hóa                                                                                 | - 686 – Nguyễn Thị Phương Thảo                                                                        |
| Top 4       | Đại sứ Du lịch                                                                                        | - 245 – Huỳnh Phạm Thủy Tiên                                                                          |
| Top 4       | Đại sứ Sinh thái và Môi trường                                                                        | - 314 – Nguyễn Thị Ngọc Châu                                                                          |
| Top 4       | Đại sứ Vì cộng đồng                                                                                   | - 337 – Nguyễn Thị Lệ Nam                                                                             |
| Top 8       | - 113 – Ngô Bảo Ngọc - 116 – Lê Thị Kiều Nhung - 224 – Bùi Quỳnh Hoa - 311 – Lê Thảo Nhi              | - 113 – Ngô Bảo Ngọc - 116 – Lê Thị Kiều Nhung - 224 – Bùi Quỳnh Hoa - 311 – Lê Thảo Nhi              |
| Top 12      | - 141 – Nguyễn Thị Thu Hiền - 209 – Lê Phan Hạnh Nguyên - 315 – Bùi Lý Thiên Hương - 325 – Đỗ Nhật Hà | - 141 – Nguyễn Thị Thu Hiền - 209 – Lê Phan Hạnh Nguyên - 315 – Bùi Lý Thiên Hương - 325 – Đỗ Nhật Hà |

#### Trang phục Truyền thống đẹp nhất
| Kết quả     | Trình diễn | Trang phục | Nhà thiết kế |
| Chiến thắng | - 239 – Nguyễn Võ Ngọc Anh | - Chiếu Cà Mau | - Nguyễn Quốc Việt |
| Giải nhì    | - 307 – Nguyễn Thị Thanh Khoa | - Bánh Tráng | - Phan Xuân Giàu |
| Giải ba     | - 316 – Lê Hoàng Phương | - Tôm Tre Mỹ Nghệ | - Nguyễn Minh Khôi |
| Top 10      | - 208 – Phạm Diệu Linh - 224 – Bùi Quỳnh Hoa - 238 – Đinh Y Quyên - 245 – Huỳnh Phạm Thủy Tiên - 314 – Nguyễn Thị Ngọc Châu - 326 – Đặng Hoàng Tâm Như - 606 – Vũ Thúy Quỳnh | - Mộng Thanh Tiên - Mùa Vàng - Tình Ta Là Thác Đổ - Long Mạch - Chiến Thần Lạc Việt - Ngư ông - Bánh Tráng Trộn Sài Gòn | - Nguyễn Trần Trọng Nghi - Trần Anh Khoa - Phạm Bá Phúc - Võ Thành Đạt - Lương Đức Minh - Nguyễn Hoài Thanh - Lê Quang Thắng |

### Giải thưởng phụ Best Social
| Kết quả     | Thí sinh |
| Chiến thắng | - 337 - Nguyễn Thị Lệ Nam |
| Top 10      | - 113 - Ngô Bảo Ngọc - 208 - Phạm Diệu Linh - 245 - Huỳnh Phạm Thủy Tiên - 311 - Lê Thảo Nhi - 314 - Nguyễn Thị Ngọc Châu - 315 - Bùi Lý Thiên Hương - 316 - Lê Hoàng Phương - 328 - Trần Tuyết Như - 343 - Nguyễn Thị Hương Ly                      |
| Top 20      | - 224 - Bùi Quỳnh Hoa - 239 - Nguyễn Võ Ngọc Anh - 248 - Bùi Linh Chi - 325 - Đỗ Nhật Hà - 333 - Vũ Quỳnh Trang - 334 - Trần Đình Thạch Thảo - 601 - Phạm Hoàng Thu Uyên - 606 - Vũ Thúy Quỳnh - 686 - Nguyễn Thị Phương Thảo - 770 - Phan Ngọc Ngân |

| Kết quả     | Thí sinh |
| Chiến thắng | - 316 - Lê Hoàng Phương |
| Top 10      | - 113 - Ngô Bảo Ngọc - 114 - Hoàng Thị Nhung - 116 - Lê Thị Kiều Nhung - 224 - Bùi Quỳnh Hoa - 245 - Huỳnh Phạm Thủy Tiên - 307 - Nguyễn Thị Thanh Khoa - 314 - Nguyễn Thị Ngọc Châu - 328 - Trần Tuyết Như - 343 - Nguyễn Thị Hương Ly                                                              |
| Top 22      | - 248 - Bùi Linh Chi - 305 - Đỗ Trịnh Quỳnh Như - 311 - Lê Thảo Nhi - 315 - Bùi Lý Thiên Hương - 325 - Đỗ Nhật Hà - 326 - Đặng Hoàng Tâm Như - 333 - Vũ Quỳnh Trang - 334 - Trần Đình Thạch Thảo - 337 - Nguyễn Thị Lệ Nam - 345 - Nguyễn Thị Oanh - 601 - Phạm Hoàng Thu Uyên - 606 - Vũ Thúy Quỳnh |

| Kết quả     | Thí sinh |
| Chiến thắng | - 343 - Nguyễn Thị Hương Ly |
| Top 10      | - 245 - Huỳnh Phạm Thủy Tiên - 305 - Đỗ Trịnh Quỳnh Như - 311 - Lê Thảo Nhi - 314 - Nguyễn Thị Ngọc Châu - 316 - Lê Hoàng Phương - 320 - Hoàng Như Mỹ - 328 - Trần Tuyết Như - 337 - Nguyễn Thị Lệ Nam - 601 - Phạm Hoàng Thu Uyên |

| Kết quả     | Thí sinh |
| Chiến thắng | - 307 - Nguyễn Thị Thanh Khoa |
| Top 11      | - 224 - Bùi Quỳnh Hoa - 245 - Huỳnh Phạm Thủy Tiên - 311 - Lê Thảo Nhi - 316 - Lê Hoàng Phương - 314 - Nguyễn Thị Ngọc Châu - 325 - Đỗ Nhật Hà - 328 - Trần Tuyết Như - 337 - Nguyễn Thị Lệ Nam - 343 - Nguyễn Thị Hương Ly - 686 - Nguyễn Thị Phương Thảo |

| Kết quả     | Thí sinh |
| Chiến thắng | - 314 - Nguyễn Thị Ngọc Châu |
| Top 10      | - 141 - Nguyễn Thị Thu Hiền - 224 - Bùi Quỳnh Hoa - 311 - Lê Thảo Nhi - 315 - Bùi Lý Thiên Hương - 325 - Đỗ Nhật Hà - 326 - Đặng Hoàng Tâm Như - 328 - Trần Tuyết Như - 343 - Nguyễn Thị Hương Ly - 770 - Phan Ngọc Ngân |

| Kết quả     | Thí sinh |
| Chiến thắng | - 311 - Lê Thảo Nhi |
| Top 10      | - 113 - Ngô Bảo Ngọc - 200 - Nguyễn Anh Khuê - 245 - Huỳnh Phạm Thủy Tiên - 307 - Nguyễn Thị Thanh Khoa - 314 - Nguyễn Thị Ngọc Châu - 316 - Lê Hoàng Phương - 328 - Trần Tuyết Như - 343 - Nguyễn Thị Hương Ly - 345 - Nguyễn Thị Oanh |

| Kết quả     | Thí sinh |
| Chiến thắng | - 343 - Nguyễn Thị Hương Ly |
| Top 5       | - 311 - Lê Thảo Nhi - 314 - Nguyễn Thị Ngọc Châu - 337 - Nguyễn Thị Lệ Nam - 770 - Phan Ngọc Ngân                                                               |
| Top 12      | - 113 - Ngô Bảo Ngọc - 116 - Lê Thị Kiều Nhung - 224 - Bùi Quỳnh Hoa - 233 - Cao Thị Ngọc Bích - 316 - Lê Hoàng Phương - 325 - Đỗ Nhật Hà - 606 - Vũ Thúy Quỳnh |

## Ban giám khảo
| Họ và tên         | Nghề nghiệp, danh hiệu                                    | Vai trò              |
| ----------------- | --------------------------------------------------------- | -------------------- |
| Võ Thị Xuân Trang | Hiệu trưởng Trường John Robert Powers Việt Nam            | Trưởng ban giám khảo |
| Catriona Gray     | Hoa hậu Hoàn vũ 2018                                      | Thành viên           |
| Harnaaz Sandhu    | Hoa hậu Hoàn vũ 2021                                      | Thành viên           |
| H'Hen Niê         | Hoa hậu Hoàn vũ Việt Nam 2017, Top 5 Hoa hậu Hoàn vũ 2018 | Thành viên           |
| Lê Diệp Linh      | Tiến sĩ, Bác sĩ nhân trắc học                             | Thành viên           |
| Natalie Glebova   | Hoa hậu Hoàn vũ 2005                                      | Thành viên           |
| Võ Hoàng Yến      | Siêu mẫu, Á hậu 1 Hoa hậu Hoàn vũ Việt Nam 2008           | Thành viên           |
| Vũ Nguyễn Hà Anh  | Siêu mẫu, Á hậu 2 Hoa hậu Việt Nam Toàn cầu 2008          | Thành viên           |
| Vũ Thị Hoàng My   | Đạo diễn, Á hậu 1 Hoa hậu Việt Nam 2010                   | Thành viên           |
| Vũ Thu Phương     | Siêu mẫu, Diễn viên, Nhà thiết kế, Doanh nhân             | Thành viên           |

## Host & Huấn luyện viên
| Họ và tên | Nghề nghiệp, danh hiệu                                                        | Vai trò |
| --------- | ----------------------------------------------------------------------------- | ------- |
| Khánh Vân | Giải Bạc Siêu mẫu Việt Nam 2018 Hoa hậu Hoàn vũ Việt Nam 2019                 | Host    |
| Kim Duyên | Á hậu 1 Hoa hậu Hoàn vũ Việt Nam 2019 Á hậu 2 Hoa hậu Siêu quốc gia 2022      | Mentor  |
| Mâu Thủy  | Quán quân Vietnam's Next Top Model 2013 Á hậu 2 Hoa hậu Hoàn vũ Việt Nam 2017 | Mentor  |

## Nhạc nền
- Phần mở đầu: "Vinawoman" của Đông Nhi (Trình diễn trực tiếp)
- Phần thi áo tắm: "Vì chính là em" của Hồ Ngọc Hà (Trình diễn trực tiếp)
- Phần thi trang phục dạ hội: Mashup "Từ ngày em đến", "Thanh xuân" của Da Lab (Trình diễn trực tiếp)
- Nhìn lại Top 3: "Can't take my eyes off you" của Lân Nhã (Trình diễn trực tiếp)

## Thí sinh tham gia

### Top 41 thí sinh bán kết và chung kết[5]
| STT | Họ tên                 | Năm sinh | SBD | Chiều cao | Quê quán              | Đội       | Ghi chú |
| --- | ---------------------- | -------- | --- | --------- | --------------------- | --------- | --- |
| 1   | Nguyễn Thị Quỳnh Anh   | 1999     | 203 | 1,68 m    | Thái Bình             | Mâu Thủy  | |
| 2   | Nguyễn Võ Ngọc Anh     | 2003     | 239 | 1,70 m    | Thành phố Hồ Chí Minh | Mâu Thủy  | Vé Vàng - Đặc cách vào Top 71 Trang phục truyền thống đẹp nhất                                                              |
| 3   | Cao Thị Ngọc Bích      | 1999     | 233 | 1,74 m    | Hưng Yên              | Mâu Thủy  | |
| 4   | Nguyễn Thị Ngọc Châu   | 1994     | 314 | 1,74 m    | Tây Ninh              | Kim Duyên | Hoa hậu Hoàn vũ Việt Nam 2022 Vé Vàng - Đặc cách vào Top 71 Đại sứ Sinh thái và Môi trường (Người đẹp Bản lĩnh) Best Body   |
| 5   | Bùi Thị Linh Chi       | 1996     | 248 | 1,68 m    | Hà Nội                | Mâu Thủy  | Người đẹp Truyền thông |
| 6   | Lý Tú Chi              | 1999     | 308 | 1,70 m    | Bình Phước            | Kim Duyên | Vé Bạc - Trở lại cuộc thi                                                                                                   |
| 7   | Đỗ Nhật Hà             | 1996     | 325 | 1,75 m    | Thành phố Hồ Chí Minh | Kim Duyên | Vé Vàng - Đặc cách vào Top 71                                                                                               |
| 8   | Nguyễn Thị Thu Hiền    | 1995     | 141 | 1,70 m    | Đắk Lắk               | Kim Duyên | |
| 9   | Bùi Quỳnh Hoa          | 1998     | 224 | 1,75 m    | Hà Nội                | Kim Duyên | Top 10 Thắng thử thách "Face Your Fears"                                                                                    |
| 10  | Lê Thu Hòa             | 1998     | 819 | 1,72 m    | Ninh Bình             | Kim Duyên | |
| 11  | Đặng Thu Huyền         | 2002     | 202 | 1,76 m    | Hà Nội                | Mâu Thủy  | Top 10 Vé Vàng - Đặc cách vào Top 71                                                                                        |
| 12  | Bùi Lý Thiên Hương     | 1996     | 315 | 1,73 m    | An Giang              | Mâu Thủy  | Top 16 Thắng thử thách "Be A Vinawoman"                                                                                     |
| 13  | Nguyễn Thị Thanh Khoa  | 1994     | 307 | 1,77 m    | Thành phố Hồ Chí Minh | Mâu Thủy  | Top 10 Best Interview |
| 14  | Nguyễn Anh Khuê        | 2002     | 200 | 1,75 m    | Hà Nội                | Mâu Thủy  | Thắng thử thách "Raise Your Voice"                                                                                          |
| 15  | Phạm Diệu Linh         | 1998     | 208 | 1,67 m    | Vĩnh Phúc             | Mâu Thủy  | |
| 16  | Nguyễn Thị Hương Ly    | 1995     | 343 | 1,76 m    | Gia Lai               | Mâu Thủy  | Top 5 Thắng thử thách "Shine Your Light" Best Introduction Miss TikTok Người đẹp Thời trang                                 |
| 17  | Hoàng Như Mỹ           | 1997     | 320 | 1,65 m    | Lâm Đồng              | Mâu Thủy  | Người đẹp Thân thiện |
| 18  | Nguyễn Thị Lệ Nam      | 1996     | 337 | 1,75 m    | Tiền Giang            | Mâu Thủy  | Top 16 Thắng thử thách "Own Your Stage" Đại sứ Vì cộng đồng (Người đẹp Bản lĩnh) Best Face                                  |
| 19  | Phan Ngọc Ngân         | 1995     | 770 | 1,67 m    | Tây Ninh              | Mâu Thủy  | |
| 20  | Vũ Mỹ Ngân             | 1999     | 136 | 1,82 m    | Quảng Ninh            | Kim Duyên | |
| 21  | Ngô Bảo Ngọc           | 1995     | 113 | 1,74 m    | Thành phố Hồ Chí Minh | Kim Duyên | Top 10 Người đẹp Biển |
| 22  | Nguyễn Thị Hồng Ngọc   | 1998     | 148 | 1,67 m    | Hải Dương             | Kim Duyên | Vé Bạc - Trở lại cuộc thi                                                                                                   |
| 23  | Lê Phan Hạnh Nguyên    | 1997     | 209 | 1,72 m    | Đồng Tháp             | Mâu Thủy  | Vé Bạc - Trở lại cuộc thi                                                                                                   |
| 24  | Lê Thảo Nhi            | 1994     | 311 | 1,68 m    | Thành phố Hồ Chí Minh | Kim Duyên | Á hậu 1 Vé Vàng - Đặc cách vào Top 71 Best English Skill                                                                    |
| 25  | Đặng Hoàng Tâm Như     | 1999     | 326 | 1,75 m    | Thừa Thiên Huế        | Kim Duyên | Người đẹp Áo dài |
| 26  | Đỗ Trịnh Quỳnh Như     | 1997     | 305 | 1,74 m    | Thành phố Hồ Chí Minh | Mâu Thủy  | |
| 27  | Trần Tuyết Như         | 1995     | 328 | 1,70 m    | Thái Bình             | Kim Duyên | Top 16 |
| 28  | Hoàng Thị Nhung        | 1996     | 114 | 1,79 m    | Hà Nội                | Mâu Thủy  | Top 16 |
| 29  | Lê Thị Kiều Nhung      | 1998     | 116 | 1,81 m    | Trà Vinh              | Mâu Thủy  | |
| 30  | Nguyễn Thị Oanh        | 1996     | 345 | 1,83 m    | Quảng Ninh            | Kim Duyên | Top 16 Người đẹp Thể thao                                                                                                   |
| 31  | Lê Hoàng Phương        | 1995     | 316 | 1,76 m    | Khánh Hòa             | Mâu Thủy  | Top 5 Thắng thử thách "Raise Your Voice" Best Catwalk                                                                       |
| 32  | Đinh Y Quyên           | 1997     | 238 | 1,72 m    | Gia Lai               | Kim Duyên | |
| 33  | Trần Minh Quyên        | 1994     | 822 | 1,70 m    | Hà Nội                | Mâu Thủy  | |
| 34  | Vũ Thúy Quỳnh          | 1998     | 606 | 1,74 m    | Điện Biên             | Kim Duyên | Top 10 Người đẹp Ảnh |
| 35  | Nguyễn Thị Phương Thảo | 1997     | 686 | 1,70 m    | Hà Nội                | Kim Duyên | Vé Vàng - Đặc cách vào Top 71 Thắng thử thách "Walk Your Way" Đại sứ Di sản Văn hóa (Người đẹp Bản lĩnh) Người đẹp Bản lĩnh |
| 36  | Trần Đình Thạch Thảo   | 1997     | 334 | 1,76 m    | Bình Thuận            | Kim Duyên | |
| 37  | Bùi Thị Thanh Thủy     | 1997     | 119 | 1,68 m    | Phú Yên               | Kim Duyên | Người đẹp Tài năng |
| 38  | Huỳnh Phạm Thủy Tiên   | 1998     | 245 | 1,72 m    | Đồng Tháp             | Kim Duyên | Á hậu 2 Thắng thử thách "Wear Your Sash" Đại sứ Du lịch (Người đẹp Bản lĩnh)                                                |
| 39  | Vũ Quỳnh Trang         | 1997     | 333 | 1,71 m    | Nam Định              | Mâu Thủy  | |
| 40  | Phạm Hoàng Thu Uyên    | 1997     | 601 | 1,68 m    | Hải Phòng             | Kim Duyên | Top 16 Người đẹp được yêu thích nhất Miss NFT                                                                               |
| 41  | Lê Thị Tường Vy        | 2001     | 323 | 1,76 m    | Quảng Ngãi            | Kim Duyên | Được đặc cách vào thẳng Top 41                                                                                              |

### Top 71 thí sinh truyền hình thực tế[7]
| STT             | Họ tên                   | Năm sinh        | SBD             | Chiều cao       | Quê quán              | Đội             | Ghi chú                                                        |
| Bị loại ở tập 2 | Bị loại ở tập 2          | Bị loại ở tập 2 | Bị loại ở tập 2 | Bị loại ở tập 2 | Bị loại ở tập 2       | Bị loại ở tập 2 | Bị loại ở tập 2                                                |
| --------------- | ------------------------ | --------------- | --------------- | --------------- | --------------------- | --------------- | -------------------------------------------------------------- |
| 1               | Nguyễn Thanh Thanh       | 1999            | 118             | 1,68 m          | Tiền Giang            |                 |                                                                |
| 2               | Lê Ngọc Phương Thảo      | 1995            | 125             | 1,75 m          | Bến Tre               |                 |                                                                |
| Bị loại ở tập 3 |                          |                 |                 |                 |                       |                 |                                                                |
| 3               | Nguyễn Thu Hằng          | 1998            | 859             | 1,79 m          | Bắc Ninh              | Mâu Thủy        |                                                                |
| 4               | Hoàng Thị Hải Hà         | 2000            | 101             | 1,68 m          | Nam Định              | Mâu Thủy        |                                                                |
| 5               | Huỳnh Minh Thiên Hương   | 1996            | 243             | 1,69 m          | Quảng Ngãi            | Mâu Thủy        |                                                                |
| 6               | Nguyễn Thị Ngọc Tuyết    | 1995            | 145             | 1,69 m          | Nam Định              | Mâu Thủy        |                                                                |
| 7               | Phạm Thị Kim Vui         | 1999            | 117             | 1,69 m          | Đồng Nai              | Mâu Thủy        |                                                                |
| Bị loại ở tập 4 |                          |                 |                 |                 |                       |                 |                                                                |
| 8               | Hoàng Thị Thanh Dược     | 2002            | 104             | 1,71 m          | Nam Định              | Kim Duyên       |                                                                |
| 9               | Phạm Thị Minh Huệ        | 1999            | 242             | 1,80 m          | Hải Dương             | Kim Duyên       |                                                                |
| Bị loại ở tập 5 |                          |                 |                 |                 |                       |                 |                                                                |
| 10              | Nguyễn Trương Ánh Hồng   | 1998            | 820             | 1,75 m          | Tây Ninh              | Mâu Thủy        |                                                                |
| 11              | Trần Hoàng Yến           | 1996            | 130             | 1,68 m          | Quảng Ninh            | Kim Duyên       |                                                                |
| Bị loại ở tập 6 |                          |                 |                 |                 |                       |                 |                                                                |
| 12              | Lưu Phương Anh           | 2002            | 525             | 1,77 m          | Hà Nội                | Kim Duyên       |                                                                |
| 13              | Lê Thùy Linh             | 1999            | 201             | 1,71 m          | Thái Bình             | Kim Duyên       |                                                                |
| 14              | Bùi Thùy Nhiên           | 2002            | 140             | 1,73 m          | Vĩnh Long             | Kim Duyên       |                                                                |
| 15              | Nguyễn Đình Khánh Phương | 1995            | 773             | 1,68 m          | Khánh Hòa             | Kim Duyên       |                                                                |
| Bị loại ở tập 7 |                          |                 |                 |                 |                       |                 |                                                                |
| 16              | Hồ Nguyễn Quỳnh Anh      | 1998            | 137             | 1,73 m          | Hà Nội                | Mâu Thủy        | Vé Bạc - Trở lại cuộc thi                                      |
| 17              | Lê Thị Trúc Đào          | 1994            | 310             | 1,73 m          | Tiền Giang            | Mâu Thủy        | Vé Bạc - Trở lại cuộc thi                                      |
| 18              | Hồ Vương Linh            | 2000            | 814             | 1,76 m          | Lào Cai               | Mâu Thủy        |                                                                |
| 19              | Thạch Thu Thảo           | 2001            | 321             | 1,77 m          | Trà Vinh              | Mâu Thủy        |                                                                |
| 20              | Huỳnh Đào Diễm Trinh     | 1998            | 237             | 1,77 m          | Long An               | Mâu Thủy        |                                                                |
| Bị loại ở tập 8 |                          |                 |                 |                 |                       |                 |                                                                |
| 21              | Đặng Thị Hồng Anh        | 2002            | 144             | 1,70 m          | Hà Nội                | Kim Duyên       | Vé Bạc - Trở lại cuộc thi                                      |
| 22              | Hoàng Thùy Anh           | 1999            | 324             | 1,73 m          | Hà Nội                | Kim Duyên       |                                                                |
| 23              | Lê Như Thùy              | 1999            | 120             | 1,68 m          | Cần Thơ               | Kim Duyên       |                                                                |
| 24              | Nguyễn Thị Thanh Thùy    | 1995            | 857             | 1,65 m          | Thành phố Hồ Chí Minh | Mâu Thủy        |                                                                |
| 25              | Nguyễn Hoàng Yến         | 1997            | 247             | 1,64 m          | Quảng Ngãi            | Mâu Thủy        | Thắng thử thách "Own Your Stage" Vé Vàng - Đặc cách vào Top 71 |
| Bị loại ở tập 9 |                          |                 |                 |                 |                       |                 |                                                                |
| 26              | Tô Mai Thùy Dương        | 1996            | 303             | 1,68 m          | Quảng Ngãi            | Mâu Thủy        |                                                                |
| 27              | Bùi Thị Linh             | 1995            | 228             | 1,73 m          | Thái Bình             | Kim Duyên       |                                                                |
| 28              | Vũ Thanh Phương          | 2001            | 138             | 1,67 m          | Bà Rịa - Vũng Tàu     | Mâu Thủy        |                                                                |
| 29              | Nguyễn Hoàng Bảo Trân    | 2001            | 609             | 1,68 m          | Thành phố Hồ Chí Minh | Kim Duyên       |                                                                |
| 30              | Đàng Vương Huyền Trân    | 2001            | 131             | 1,76 m          | Ninh Thuận            | Kim Duyên       | Vé Bạc - Trở lại cuộc thi                                      |

## Thông tin thí sinh
- Nguyễn Thị Ngọc Châu: Quán quân Vietnam's Next Top Model 2016, đăng quang Hoa hậu Siêu quốc gia Việt Nam 2018, Top 10 Hoa hậu Siêu quốc gia 2019 và nhận danh hiệu Hoa hậu Siêu quốc gia châu Á 2019 cùng các giải thưởng phụ (Winner - Supra Chat with Valeria Episode 2, 2nd Place Miss Elegance), Đại diện Việt Nam dự thi Hoa hậu Hoàn vũ 2022 và đạt giải phụ Swimsuit Cape Vote.
- Lê Thảo Nhi: Á hậu 1 Hoa hậu Người Việt tại Châu Âu 2011, Top 100 gương mặt đẹp nhất thế giới (hạng 10) do TC Candler bình chọn, Đại diện Việt Nam dự thi Hoa hậu Hoàn vũ 2023 nhưng phải rút lui sau đó vì đơn vị chủ quản mất bản quyền.
- Huỳnh Phạm Thủy Tiên: Top 10 Hoa hậu Việt Nam 2018 cùng giải phụ Người đẹp Thể thao, Huấn luyện viên Miss International Queen Vietnam 2023, được mời tham gia Hoa hậu Sắc đẹp Quốc tế 2023 nhưng từ chối vì lý do cá nhân.
- Nguyễn Thị Hương Ly: Quán quân Vietnam's Next Top Model 2015, tham gia vòng sơ khảo khu vực phía Bắc Hoa hậu Hoàn vũ Việt Nam 2017 nhưng rút lui sau đó vì lý do sức khỏe, Top 5 Hoa hậu Hoàn vũ Việt Nam 2019 cùng giải phụ Người đẹp Thời trang, Á hậu 1 Miss Universe Vietnam 2023, Giám đốc Quốc gia Miss Universe Vietnam 2024.
- Lê Hoàng Phương: Top 10 Hoa hậu Hoàn vũ Việt Nam 2019 cùng giải phụ (Người đẹp Biển, Best Face, Top 10 Best Catwalk), dự thi Hoa hậu Siêu quốc gia Việt Nam 2022 nhưng cuộc thi bị hủy, đăng quang Hoa hậu Hòa bình Việt Nam 2023 cùng giải phụ Best Profile Picture, Á hậu 4 Hoa hậu Hòa bình Quốc tế 2023 cùng giải phụ Trang phục dân tộc đẹp nhất. Top 8 Bước nhảy Hoàn vũ 2024 cùng giải phụ Người đẹp Cống hiến, Huấn luyện viên Miss International Queen Vietnam 2025, Giám đốc điều hành Hoa hậu Hòa bình Việt Nam 2025.
- Bùi Quỳnh Hoa: Đăng quang Hoa hậu Áo dài Việt Nam Thế giới 2017, Top 45 Hoa hậu Hoàn vũ Việt Nam 2017, Top 40 Hoa hậu Biển Việt Nam Toàn cầu 2018 nhưng rút lui trước đêm chung kết vì lý do cá nhân, Giải Vàng Siêu mẫu Việt Nam 2018, Quán quân Siêu mẫu Quốc tế 2022 cùng giải phụ Best National Costume, Đăng quang Miss Universe Vietnam 2023, Đại diện Việt Nam dự thi Hoa hậu Hoàn vũ 2023 nhưng không đạt giải, Huấn luyện viên các cuộc thi (Miss International Queen Vietnam 2023, Hoa hậu Trái Đất Việt Nam 2023 và Miss International Queen Vietnam 2025).
- Nguyễn Thị Thanh Khoa: Top 10 Elite Model Look Vietnam 2014, Top 5 Asian Top Fashion Model of the Year trong khuôn khổ Fashion Asian Award, Top 10 Hoa khôi Áo dài Việt Nam 2016 nhưng rút lui trước đêm chung kết vì lý do cá nhân, Đăng quang Hoa khôi HUTECH 2019, Top 15 Hoa hậu Thế giới Việt Nam 2019 cùng các giải phụ (Top 13 Người đẹp Tài năng, Top 5 Người đẹp Biển), Đăng quang Hoa hậu Sinh viên Thế giới 2019 cùng giải phụ Top 5 Miss Talent .
- Vũ Thúy Quỳnh: Top 12 Siêu mẫu Việt Nam 2018, Top 31 Hoa hậu Siêu quốc gia Việt Nam 2022 nhưng cuộc thi bị hủy,  Á quân 3 The New Mentor 2023 - team Hương Giang, Top 5 Hoa hậu Hoàn vũ Việt Nam 2023 cùng giải phụ (Người đẹp Truyền thông, Miss Purite, Best Face, Top 10 Người đẹp Thời trang, Top 6 Người đẹp Biển, Top 12 Người đẹp Bản lĩnh, Top 10 Best Interview, Top 10 Best Body, Top 10 Best Smile, Top 15 Best Catwalk), Á hậu 2 Miss Universe Vietnam 2024 cùng giải phụ Trình diễn Quốc phục đẹp nhất và Dự án cộng đồng hiểu quả nhất, Huấn luyện viên Miss International Queen Vietnam 2025.
- Ngô Bảo Ngọc: Top 5 Hoa hậu Hoàn vũ Việt Nam 2023 cùng giải phụ (Người đẹp Biển, Best Catwalk, Top 4 Người đẹp Bản lĩnh - Đại sứ Sinh thái và Môi trường, Top 10 Người đẹp Thời trang, Top 10 Best Body, Top 10 Best Smile).
- Trần Tuyết Như: Á hậu 1 Miss China-Asean Etiquette 2017 cùng 2 giải phụ là Miss Elegence và Best Smile, Á hậu 2 Hoa hậu Hòa bình Việt Nam 2022 cùng các giải phụ (Top 18 Người đẹp Truyền cảm hứng, Top 10 Best in Swimsuit).
- Hoàng Thị Nhung: Siêu mẫu triển vọng - Siêu mẫu Việt Nam 2015, Á hậu Hoàn vũ Việt Nam 2023 cùng các giải phụ (Người đẹp Áo dài, Top 6 Người đẹp Biển, Top 8 Người đẹp Bản lĩnh, Top 10 Người đẹp Thời trang, Top 10 Best Interview, Top 15 Best Catwalk, Top 15 Miss Purité).
- Nguyễn Thị Lệ Nam (Nam Anh): Quán quân Người mẫu Thời trang Việt Nam 2018, Top 9 The Face Vietnam 2018 - team Thanh Hằng, chị gái song sinh của Hoa khôi Đồng bằng Sông Cửu Long 2015 Nguyễn Thị Lệ Nam Em, Top 10 Miss Universe Vietnam 2023 cùng giải phụ Người đẹp Truyền thông, Top 15 Hoa hậu Hòa bình Việt Nam 2024 cùng giải phụ (Top 5 Best in Swimsuit, Top 18 Miss Elasten).
- Bùi Lý Thiên Hương: Top 45 Hoa hậu Hoàn vũ Việt Nam 2017 cùng giải phụ Top 8 Best Face, Đăng quang Hoa hậu Việt Nam Toàn Thế giới 2018, Top 15 Hoa hậu Siêu quốc gia Việt Nam 2018, Top 10 Hoa hậu Hòa bình Việt Nam 2022 cùng các giải phụ (Giải ba Best Profile Picture, Top 18 Người đẹp Truyền cảm hứng, Top 18 We are Diamond by Diamond Fitness Center, Top 10 Top Bikini by Vera), Top 9 The New Mentor 2023 - team Thanh Hằng , Top 15 Hoa hậu Hòa bình Việt Nam 2024 cùng giải phụ (Best in Evening Gown, Top 8 Miss Elasten, Top 5 Best Seller Award, Top 10 Best Introduction Video, Top 5 Best in Swimsuit), Á hậu 1 Hoa hậu Trái Đất Việt Nam 2025 cùng giải phụ (Người đẹp Thời trang, Người đẹp Truyền thông, Top 5 Người đẹp Thể thao, Top 5 Người đẹp Biển, Top 5 Người đẹp Trang phục Môi trường).
- Nguyễn Thị Oanh: Quán quân Vietnam's Next Top Model 2014.
- Phạm Hoàng Thu Uyên: Top 20 Hoa khôi Phụ nữ Việt Nam qua ảnh 2017 (rút lui trước Chung kết vì lý do cá nhân), Top 18 Miss Universe Vietnam 2023, Á hậu 2 Hoa hậu Du lịch Việt Nam Toàn cầu 2024, Top 8 Hoa hậu Trái Đất Việt Nam 2025 cùng giải phụ (Người đẹp Du lịch, Top 5 Người đẹp Thời trang).
- Đặng Hoàng Tâm Như: Á hậu 4 Hoa hậu Hòa bình Việt Nam 2023 cùng giải phụ (Người đẹp truyền cảm hứng, Top 3 Best Profile Picture, Top 6 Ấn tượng, Top 5 Người đẹp Thời trang, Top 10 Best Introduction Video).
- Lê Phan Hạnh Nguyên: Top 10 Hoa hậu Du lịch Việt Nam 2022 cùng giải phụ Người đẹp Truyền cảm hứng, Top 10 Miss Charm Vietnam 2023, Á hậu 1 Hoa hậu Hòa bình Việt Nam 2024 cùng giải phụ (Top 5 Best in Swimsuit, Top 10 Best Introduction Video, Top 5 Miss Fashion, Top 3 Miss Elasten).
- Vũ Quỳnh Trang: Top 10 Hoa hậu Hoàn vũ Việt Nam 2019 cùng các giải phụ (Người đẹp Bản lĩnh, Top 7 Người đẹp Tài năng, Top 10 Best Catwalk, Top 9 Best English Skill), Top 15 Hoa hậu Việt Nam 2020 cùng giải phụ , Top 16 Én Vàng 2021. Top 10 Hoa hậu Du lịch Quốc tế 2024 cùng giải phụ Hoa hậu Đại sứ Du Lịch Đông Nam Á và Trang phục dân tộc đẹp nhất.
- Phạm Diệu Linh: Tham gia Hoa hậu Việt Nam 2020 và dừng chân sau vòng sơ khảo.
- Đỗ Nhật Hà: Đăng quang Hoa hậu Chuyển giới Việt Nam 2018, Top 6 Hoa hậu Chuyển giới Quốc tế 2019 cùng các giải thưởng phụ (Most Popular Introductory Video, Top 5 Best Evening Gown, Top 12 Best Talent).
- Đỗ Trịnh Quỳnh Như: Top 10 Hoa khôi Áo dài Việt Nam 2016, Top 6 Hoa khôi Du lịch Việt Nam 2017 cùng giải phụ Người đẹp Thời trang, Quán quân Vietnam Fitness Model 2017, Đại diện Việt Nam dự thi Miss Model of the World 2017 nhưng không đạt thành tích gì, Top 15 Hoa hậu Siêu quốc gia Việt Nam 2018 cùng giải phụ Người đẹp Thể thao, Top 15 Hoa hậu Hòa bình Việt Nam 2022 cùng giải phụ Best in Evening Gown.
- Lê Thị Tường Vy: Đăng quang Hoa khôi Đại học Nam Cần Thơ 2020, Top 10 Hoa hậu Việt Nam 2020 cùng giải phụ Người đẹp Áo dài, Đăng quang Hoa khôi Sinh viên Việt Nam 2020, tham gia Hoa hậu Hòa bình Việt Nam 2024 và dừng chân sau vòng sơ khảo, Á hậu 1 Hoa hậu Du lịch Bản sắc Việt Nam 2024.
- Thạch Thu Thảo: Hoa khôi Đại học Nam Cần Thơ 2021, Á hậu 2 Hoa hậu Các Dân tộc Việt Nam 2022, Top 20 Hoa hậu Trái Đất 2022.
- Hoàng Thùy Anh: Top 60 Hoa hậu Việt Nam 2020, Á hậu 1 Hoa hậu Biển đảo Việt Nam 2022.
- Nguyễn Đình Khánh Phương: Á hậu 2 Hoa hậu Biển Việt Nam 2016, Top 25 Hoa hậu Siêu quốc gia 2017 cùng giải phụ Miss Internet.
- Trần Đình Thạch Thảo: Á khôi 2 Hoa khôi Phụ nữ Việt Nam qua Ảnh 2017, Top 10 Hoa hậu Thế giới Việt Nam 2019 cùng các giải phụ (Người đẹp có làn da đẹp nhất, Top 5 Người đẹp Biển, Top 7 Vũ điệu Việt Nam, Top 8 Người đẹp Truyền thông, Top 13 Người đẹp Tài năng).
- Lê Thu Hòa: Top 60 Hoa hậu Hoàn vũ Việt Nam 2019, Top 10 Hoa hậu Hoàn vũ Việt Nam 2025 cùng giải phụ (Top 20 Người đẹp Bản lĩnh, Top 10 Cosmo Best Face, Người đẹp được yêu thích nhất), hiện đang là Biên tập viên tại Đài Phát thanh – Truyền hình Hà Nội.
- Phan Thị Ngọc Ngân: Top 6 The Face Vietnam 2017 - team Lan Khuê.
- Nguyễn Thị Phương Thảo: Tham gia Hoa hậu Hoàn vũ Việt Nam 2019 và dừng chân sau vòng Sơ khảo phía Bắc.
- Huỳnh Đào Diễm Trinh: Top 10 Hoa hậu Du lịch Việt Nam Toàn cầu 2021 cùng giải phụ Người đẹp Thời trang, Top 60 Hoa hậu các dân tộc Việt Nam 2022, Hoa khôi Sông Vàm 2022, Top 16 Hoa hậu Hoàn vũ Việt Nam 2023 cùng giải phụ (Top 10 Người đẹp Thời trang, Top 15 Best Catwalk).
- Lê Thị Kiều Nhung: Top 45 Hoa hậu Hoàn vũ Việt Nam 2017, Á hậu 1 Hoa hậu Đại sứ Hoàn vũ người Việt 2018, Đăng quang Hoa khôi Nam Bộ 2022 , Top 33 Miss Universe Vietnam 2024 .
- Bùi Thị Thanh Thủy: Top 30 Hoa khôi Du lịch Việt Nam 2020 cùng giải phụ Người đẹp Tài năng, Top 15 Hoa hậu Hòa bình Việt Nam 2023 cùng giải phụ (Top 6 Ấn tượng, Top 5 Miss Fashion, Top 10 Best Introduction Video, Top 16 Người đẹp truyền cảm hứng), Top 16 Hoa hậu Hoàn vũ Việt Nam 2023 cùng giải phụ (Top 4 Người đẹp Tài năng, Top 8 Người đẹp Bản lĩnh, Top 10 Best Body, Top 10 Best Smile, Top 10 Best Face, Top 15 Miss Purité), đăng ký dự thi Hoa hậu Hoàn vũ Việt Nam 2025 nhưng rút lui trước vòng sơ khảo vì lý do cá nhân, Top 7 Điểm hẹn tài năng 2025, Giám đốc bản quyền Hoa hậu Hoàn vũ Việt Nam tỉnh Đắk Lắk.
- Nguyễn Thanh Thanh: Á khôi 1 Hoa khôi Sông Vàm 2022 cùng giải phụ Người đẹp Thời trang, Top 40 Hoa hậu Hoàn vũ Việt Nam 2023 cùng giải phụ (Top 6 Người đẹp Biển, Top 10 Best Body, Top 10 Best Smile), Á hậu 2 Hoa hậu Văn hóa Hữu nghị Quốc tế 2025 cùng giải phụ Người đẹp Biển.
- Bùi Thùy Nhiên: Á khôi 1 Hoa khôi Nam Bộ 2022, Top 10 Hoa hậu Việt Nam 2024.
- Tô Mai Thùy Dương: Á khôi 1 Hoa khôi Miền Trung 2016, Top 10 Hoa hậu Hữu nghị Đông Nam Á 2017, Đại diện Việt Nam dự thi Hoa hậu Sinh viên Thế giới 2017 và đạt giải phụ Miss Tera, Top 40 Hoa hậu Thế giới Việt Nam 2019.
- Hoàng Như Mỹ: Top 8 The Face Vietnam 2018 - team Minh Hằng.
- Bùi Thị Linh Chi: Top 6 The Face Vietnam 2018 - team Thanh Hằng.
- Lê Ngọc Phương Thảo: Top 16 Hoa khôi Sông Vàm 2022, Top 10 Miss Charm Vietnam 2023, Top 40 Hoa hậu Hoàn vũ Việt Nam 2023.
- Nguyễn Thị Thu Hiền: Hoa khôi Nét đẹp Sinh viên với Cộng đồng 2015, Top 10 The Face Vietnam 2016 - team Lan Khuê, Top 12 Siêu mẫu Việt Nam 2018 cùng giải phụ Siêu mẫu Ấn tượng, Top 25 Hoa hậu Thế giới Việt Nam 2019 cùng các giải phụ (Người đẹp Thời trang, Top 7 Vũ điệu Việt Nam), Đại diện Việt Nam dự thi Hoa hậu Châu Á-Thái Bình Dương Quốc tế 2019 và đạt giải phụ Missosology's Choice, đăng ký dự thi Hoa khôi Hoàn vũ Đắk Lắk 2026.
- Đàng Vương Huyền Trân: Top 30 Hoa hậu Các Dân tộc Việt Nam 2022.
- Nguyễn Thị Ngọc Tuyết: Top 60 Hoa hậu Việt Nam 2020, Á hậu 1 Miss Tourism ASEAN 2022, tham gia Hoa hậu Hòa bình Việt Nam 2022 và dừng chân sau vòng Sơ khảo, Đại diện Việt Nam dự thi CosmoWorld 2022 cùng giải phụ Miss Charming.
- Phạm Thị Minh Huệ: Top 48 Hoa hậu Hòa bình Việt Nam 2023 cùng giải phụ Top 16 Người đẹp truyền cảm hứng, đăng ký dự thi Hoa hậu Hoàn vũ Việt Nam 2023 nhưng rút lui trước vòng sơ khảo vì lý do cá nhân, Top 45 Hoa hậu Hoàn vũ Việt Nam 2025 cùng giải phụ (Top 10 Người đẹp Tài năng, Top 12 Người đẹp Biển, Người đẹp Thân thiện).
- Cao Thị Ngọc Bích: Top 10 Hoa hậu Sắc đẹp Việt Nam 2023, Top 11 Hoa hậu Trái Đất Việt Nam 2023, Đại diện Việt Nam dự thi Hoa hậu Trái Đất 2024 nhưng không đạt thành tích gì.
- Lưu Phương Anh: Top 10 Hoa hậu Sắc đẹp Việt Nam 2023.
- Nguyễn Thị Thanh Thùy: Top 30 Hoa hậu Du lịch Đà Nẵng 2022 cùng giải phụ Người đẹp truyền thông, Top 30 Hoa Khôi Nam Bộ 2022, đại diện Việt Nam tham dự Miss Tourism Queen Worldwide 2023 đạt Á Hậu 4 cùng giải phụ Best in Evening Gown, Top 40 Hoa hậu Hoàn vũ Việt Nam 2023.
- Vũ Mỹ Ngân: Top 40 Hoa hậu Việt Nam 2020, Top 15 Hoa hậu Quốc gia Việt Nam 2024 cùng giải phụ (Người đẹp Áo Dài, Top 5 Người đẹp Thời trang, Top 20 Người đẹp Hùng biện, Top 10 Người đẹp có gương mặt khả ái, Top 10 Người đẹp Truyền thông, Best Face of The Naris), Top 14 Vietnam's Next Top Model 2025.
- Đinh Y Quyên: Top 35 Hoa hậu Hòa bình Việt Nam 2025. Có em trai là Đinh Ta Bi đoạt ngôi vị Á vương 2 Nam vương Thế giới Việt Nam 2024.

## Dự thi quốc tế
| Cuộc thi                                   | Đại diện                 | Danh hiệu | Thứ hạng                      | Giải thưởng đặc biệt |
| ------------------------------------------ | ------------------------ | --------- | ----------------------------- | --- |
| Miss ASEAN Friendship 2017                 | Tô Mai Thùy Dương        | Top 71    | Top 10                        | Không |
| World Miss University 2017                 | Tô Mai Thùy Dương        | Top 71    | Không đạt giải                | Miss Tera |
| Miss China-Asean Etiquette 2017            | Trần Tuyết Như           | Top 16    | 1st Runner-up                 | Không |
| Miss Model of the World 2017               | Đỗ Trịnh Quỳnh Như       | Top 41    | Không đạt giải                | Không |
| Miss Supranational 2017                    | Nguyễn Đình Khánh Phương | Top 71    | Top 25                        | Miss Internet |
| Miss International Queen 2019              | Đỗ Nhật Hà               | Top 41    | Top 6                         | Most Popular Introductory Video                                                                                               |
| Miss Asia Pacific International 2019       | Nguyễn Thị Thu Hiền      | Top 41    | Không đạt giải                | Missosology's Choice |
| World Miss University 2019                 | Nguyễn Thị Thanh Khoa    | Top 10    | World Miss University         | Top 5 Miss Talent |
| Miss Supranational 2019                    | Nguyễn Thị Ngọc Châu     | Hoa hậu   | Top 10                        | Miss Supranational Asia Winner - Supra Chat with Valeria Episode 2 2nd Place Miss Elegance                                    |
| Miss Universe 2022                         | Nguyễn Thị Ngọc Châu     | Hoa hậu   | Không đạt giải                | Swimsuit Cape Vote |
| Miss Aodai Vietnam World 2017              | Bùi Quỳnh Hoa            | Top 10    | Miss Aodai Vietnam World 2017 | Không |
| Supermodel International 2022              | Bùi Quỳnh Hoa            | Top 10    | Supermodel International      | Best National Costume |
| Miss Universe 2023                         | Bùi Quỳnh Hoa            | Top 10    | Không đạt giải                | Không |
| Miss Earth 2022                            | Thạch Thu Thảo           | Top 71    | Top 20                        | Không |
| Miss CosmoWorld 2022                       | Nguyễn Thị Ngọc Tuyết    | Top 71    | Không đạt giải                | Miss Charming |
| Miss Grand International 2023              | Lê Hoàng Phương          | Top 5     | 4th Runner-up                 | Top 5 Before Arrival Best National Costume Top 2 Country's Power of The Year Top 18 Grand Voice Award Top 10 Best in Swimsuit |
| Miss Tourism Queen Worldwide 2023          | Nguyễn Thị Thanh Thùy    | Top 71    | 4th Runner-up                 | Best in Evening Gown |
| Miss Earth 2024                            | Cao Thị Ngọc Bích        | Top 41    | Không đạt giải                | Không |
| Miss Tourism International 2024            | Vũ Quỳnh Trang           | Top 41    | Top 10                        | Miss Southeast Asia Tourism Ambassador Best in National Costume                                                               |
| Miss Culture Friendship International 2025 | Nguyễn Thanh Thanh       | Top 71    | 2nd Runner-up                 | Best in Swimsuit |